# Victorious (série télévisée)
Pour les articles homonymes, voir Victorious.
Sam et Cat
Victorious est une sitcom américaine en 60 épisodes créée par Dan Schneider et diffusée entre le 27 mars 2010 et le 2 février 2013 sur Nickelodeon et à partir du 10 mai 2010 sur Nickelodeon Canada au Canada.
Aux États-Unis, la série a également été diffusée sur MTV à l'occasion d'un marathon spécial le 5 janvier 2015. Bien accueillie par la critique, elle a reçu quatre nominations aux Primetime Emmy Awards dont deux dans la catégorie du meilleur programme pour enfants.
En France, la série a été diffusée à partir du 10 septembre 2010 sur Nickelodeon France et rediffusée en clair partiellement à partir du 2 février 2011 sur TF1 puis intégralement sur Gulli à partir 26 août 2013. Elle a également été rediffusée à partir du 19 novembre 2014 sur Nickelodeon Teen. Au Québec, elle a été diffusée à partir du 29 août 2011 sur VRAK.TV.
La série a été suivie par un spin-off intitulé Sam et Cat, mettant en scène le personnage Cat Valentine, interprétée par Ariana Grande.

## Synopsis
Tori Vega, une jolie jeune fille remplie de talent et de nature discrète, se retrouve soudainement sous les feux des projecteurs après avoir remplacé sa grande sœur Trina lors d'un concert, car cette dernière a eu une allergie qui a enflé sa langue. Grâce à ses talents de chanteuse, sur le titre ''Make it Shine'', qui constituera d'ailleurs le générique de la série télévisée, la jeune fille est sollicitée par le public et invitée à rejoindre la prestigieuse école d'Hollywood Arts, réservée aux jeunes talents. 
Là-bas, elle fait la rencontre de plusieurs autres jeunes artistes : Jade West, une jeune artiste au style gothique qui deviendra sa meilleure ennemie, André Harris, un musicien remarquable qui deviendra l'ami proche de la jeune fille, Robbie Shapiro, un jeune garçon timide et étrange parfois, toujours accompagné de sa marionnette Rex Powers, Cat Valentine, une jeune fille talentueuse, étourdie et très joyeuse aux cheveux rouges et Beck Oliver, un acteur doué et fidèle petit-ami de Jade. Leur professeur de théâtre dans cette école est Mr. Sikowitz, un homme assez déjanté et souvent pieds nus. Les adolescents vont vite former une bande d'amis dont la série va suivre les différentes aventures.

## Distribution

### Acteurs principaux
- Victoria Justice (VF : Marie Zidi) : Victoria « Tori » Vega
- Leon Thomas III (VF : Arthur Pestel) : Andre Harris
- Matt Bennett (VF : Stéphane Marais) : Robert « Robbie » Shapiro
- Elizabeth Gillies (VF : Olivia Luccioni) : Jade West
- Ariana Grande (VF : Laëtitia Godès) : Catarina « Cat » Valentine
- Avan Jogia (VF : Julien Allouf) : Beck Oliver
- Daniella Monet (VF : Caroline Pascal) : Trina Vega

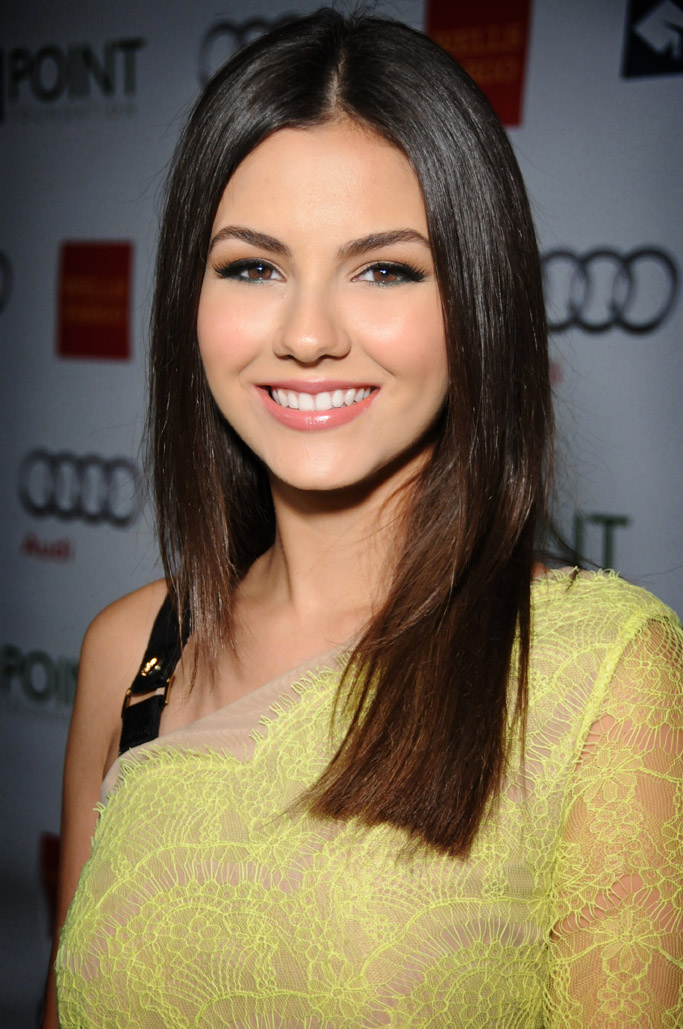
Victoria Justice interprète Tori.
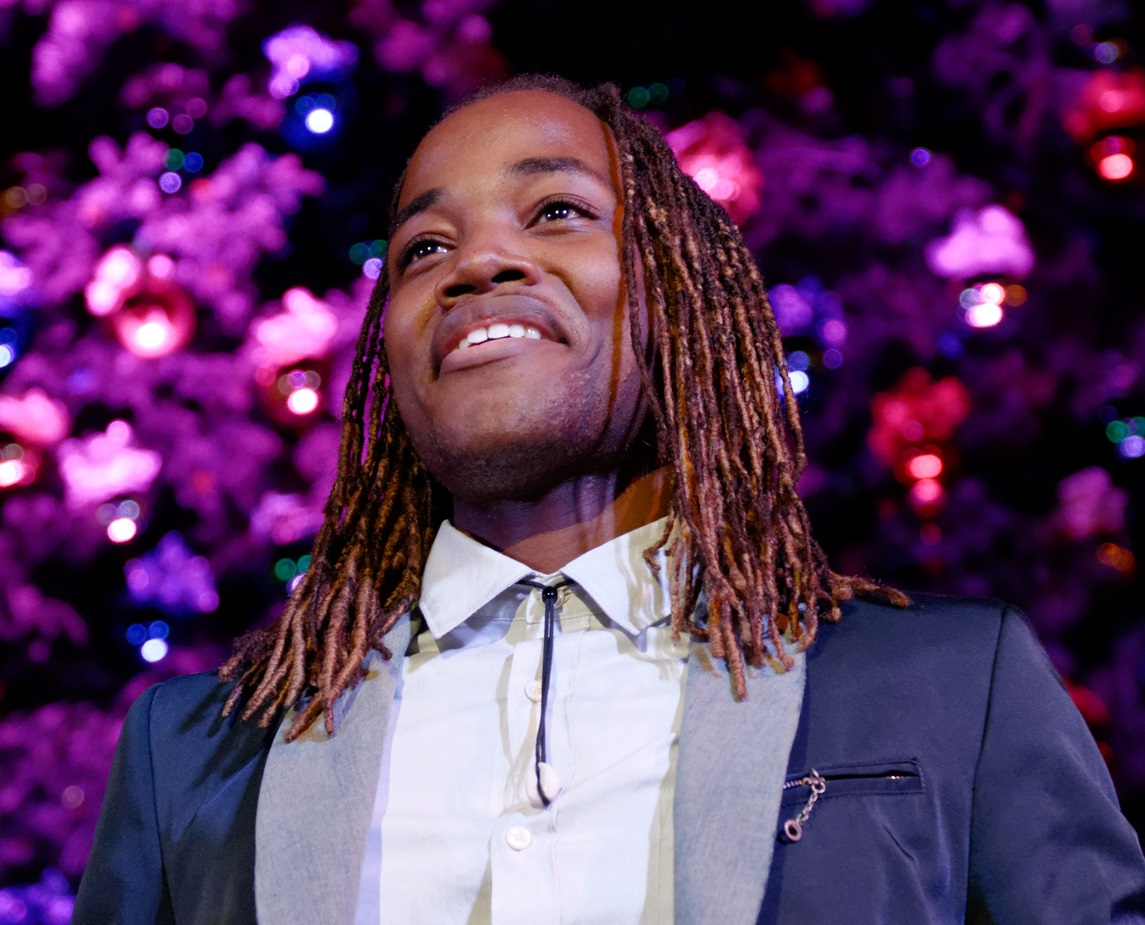
Leon Thomas III interprète Andre.
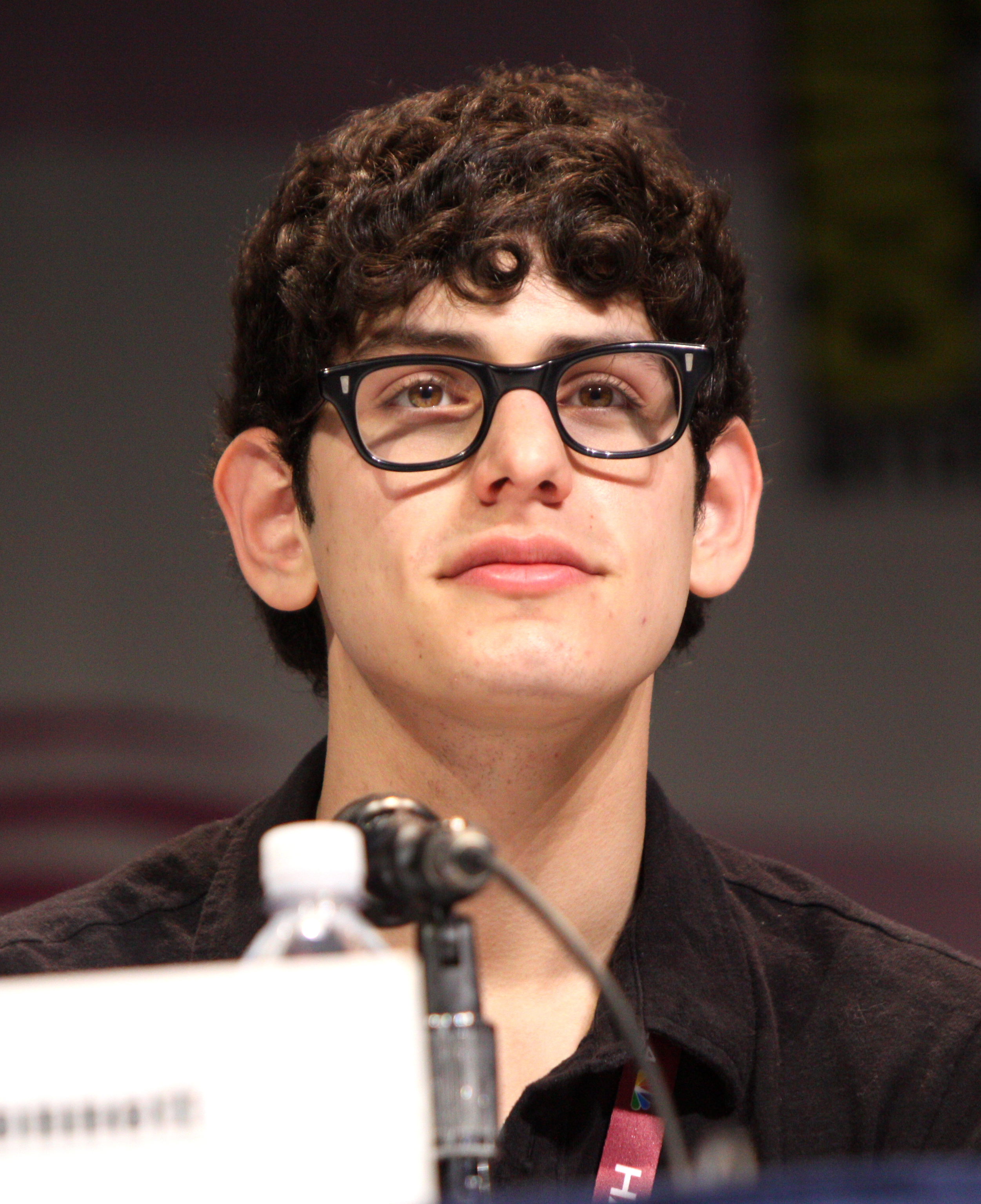
Matt Bennett interprète Robbie.
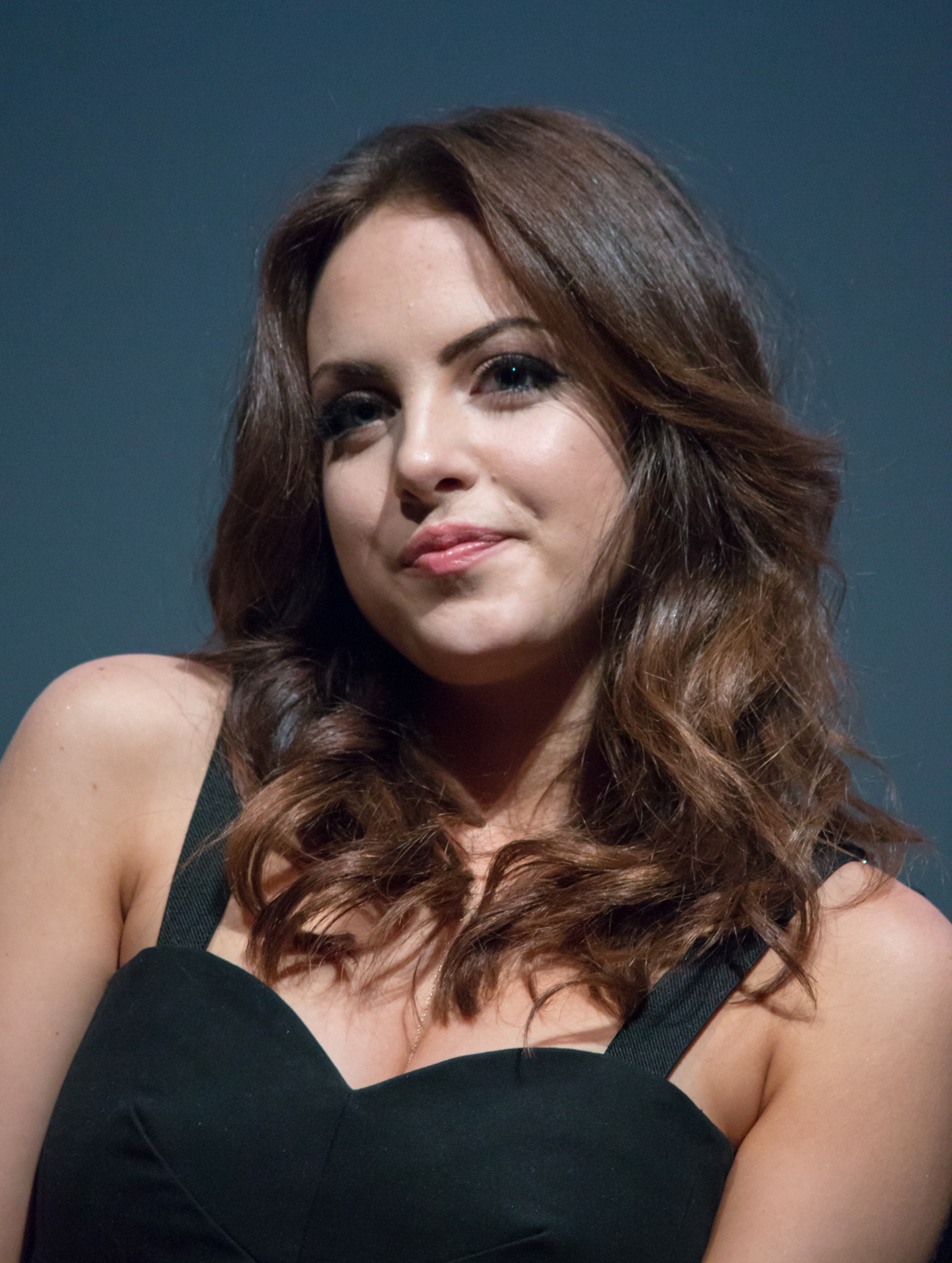
Elizabeth Gillies interprète Jade.
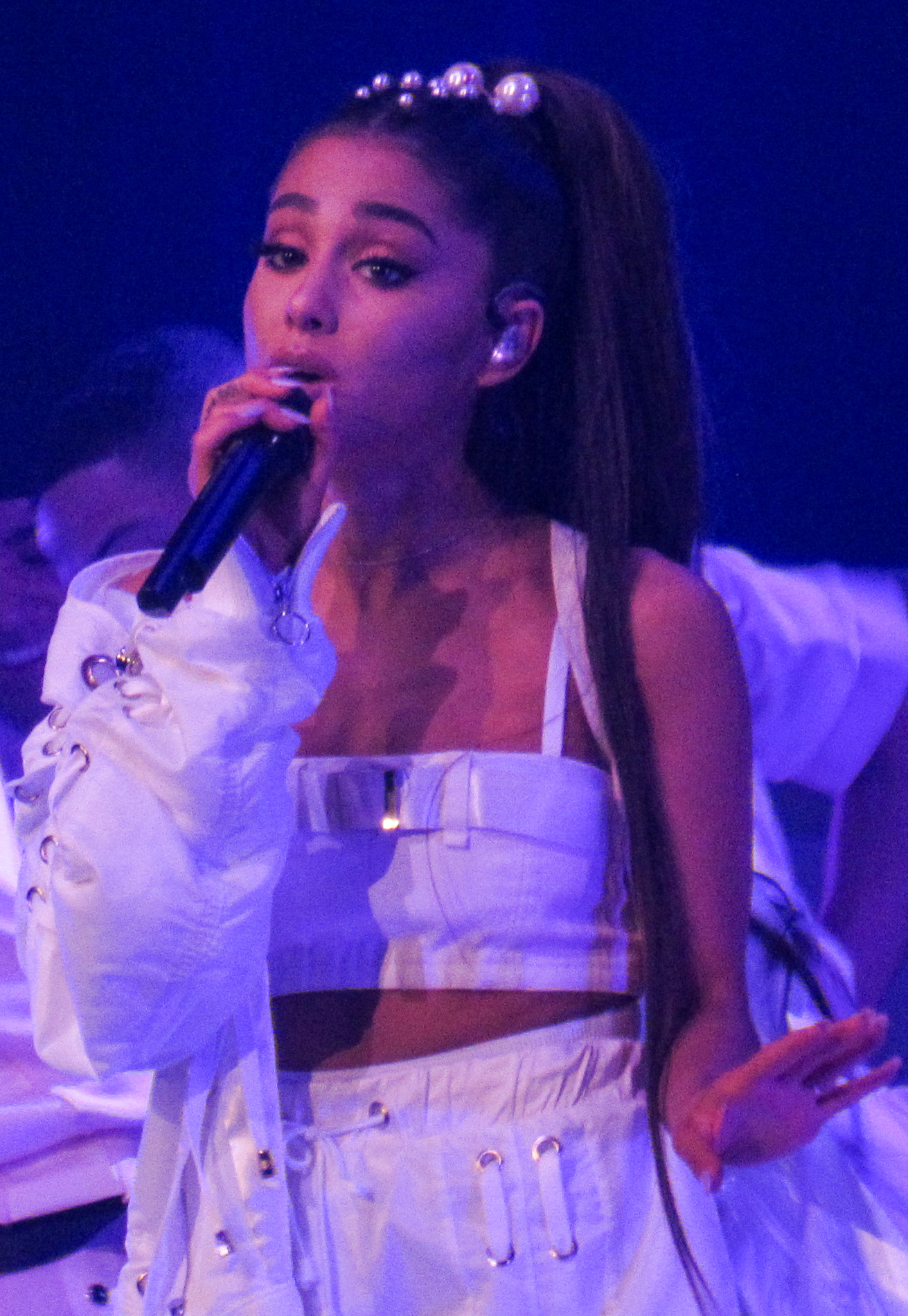
Ariana Grande interprète Cat.
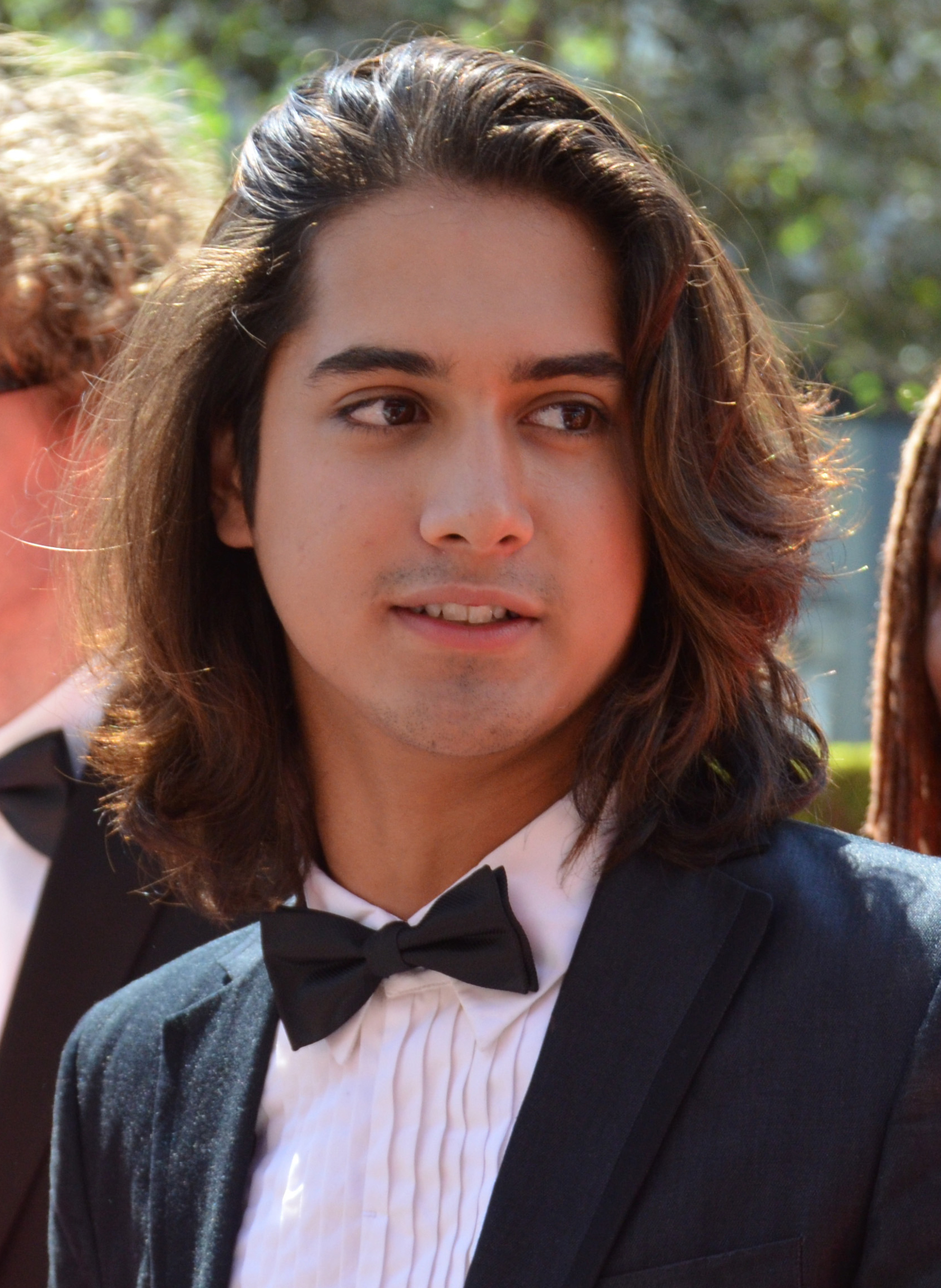
Avan Jogia interprète Beck.
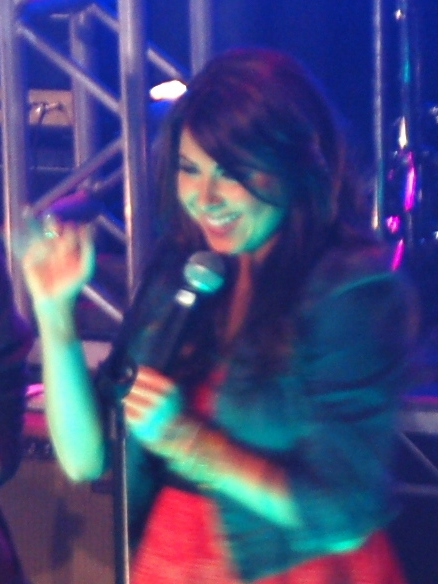
Daniella Monet interprète Trina.

### Acteurs récurrents
- Jake Farrow (en) (VF : Stéphane Marais) : Rex Powers (voix)
- Eric Lange (VF : Guillaume Orsat) : Erwin Sikowitz
- Michael Eric Reid (VF : Olivier Martret) : Sinjiin Van Cleef
- Jim Pirri (VF : Alexandre Cross) : David Vega
- Jennifer Carta (VF : Danièle Orth) : Holly Vega
- Lane Napper (en) (VF : Stéphane Ronchewski) : Lane Alexander
- Marilyn Harris Smith : Mme Harris la grand mère d'Andre
- Marco Aiello : Festus
- Susan Chuang : Mrs. Lee
- Darsan Solomon (VF : Nathanel Alimi) : Burf

### Invités spéciaux
- Perez Hilton : lui-même (saison 1, épisode 9)
- Josh Peck (VF : Charles Pestel) : lui-même (saison 1, épisode 16)
- Ke$ha : elle-même (saison 2, épisode 3)
- Yvette Nicole Brown : Helen (saison 2, épisode 7)
- Nathan Kress : membre du public (saison 2, épisode 8)
- Rob Riggle (VF : Constantin Pappas) : proviseur-adjoint Dickers (saison 3, épisode 1)
- Shirley Jones : Mona Patterson (saison 3, épisode 5)
- Dennis Haskins : M. Richard Belding (saison 3, épisode 7)
- Drake Bell (VF : Alexandre Nguyen) : lui-même (saison 3, épisode 7)
- Jerry Trainor (VF : Philippe Roullier) : Spencer Shay (saison 3, épisode 7)
- Colleen Ballinger : Miranda Sings (saison 3, épisode 10)
- Jennette McCurdy (VF : Marie Giraudon) : Ponnie (saison 3, épisode 11)

 Source et légende : version française (VF) sur RS Doublageet DSD Doublage
Version française
- - Société de doublage : TVS
  - Direction artistique : France Rombaut
  - Adaptation des dialogues : Rémi Jaouen

## Production

### Développement

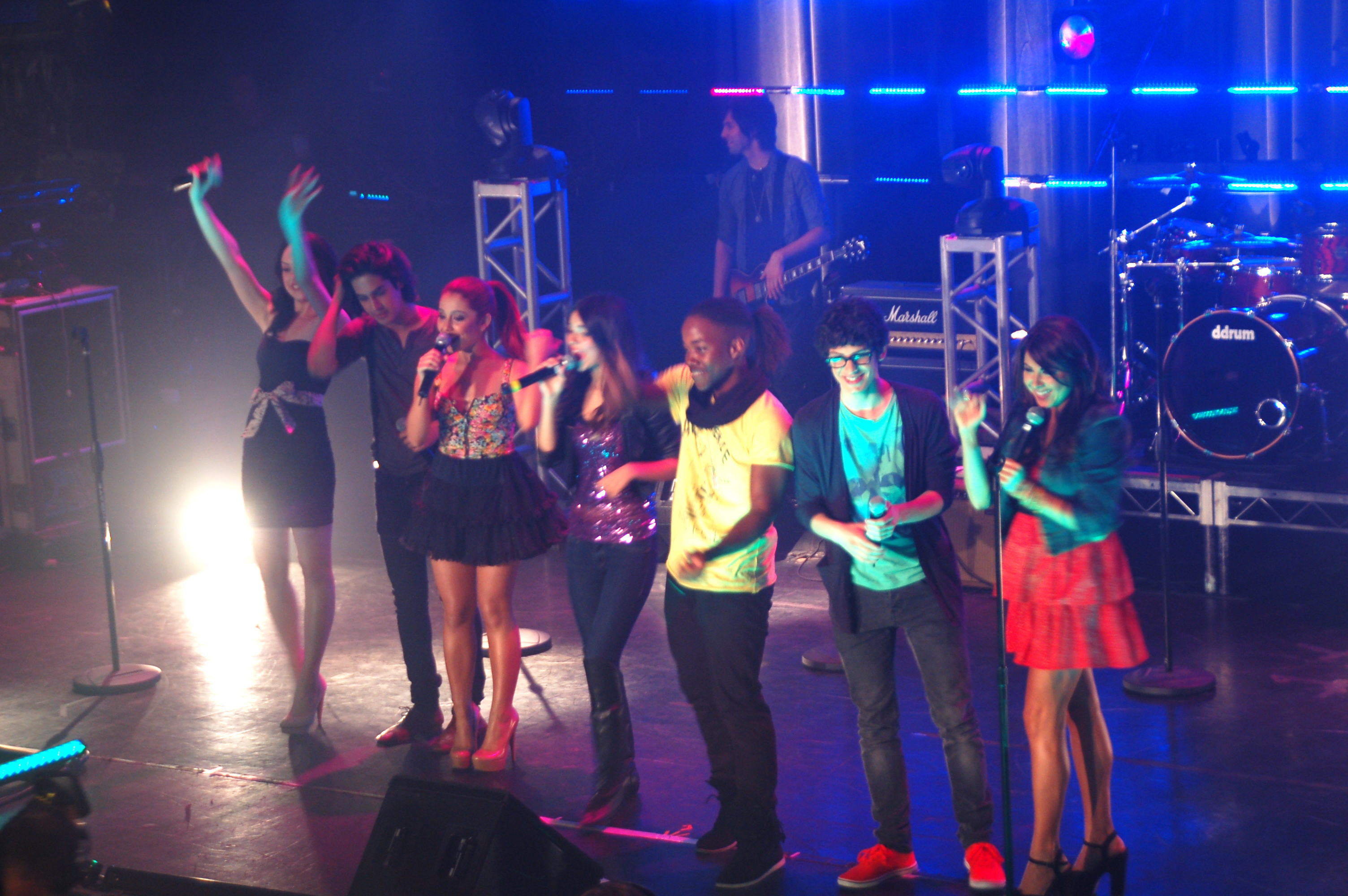
La distribution principale de la série lors d'un concert à Avalon Hollywood en 2011.

Le 13 août 2008, Nickelodeon annonce que Victoria Justice vient de signer pour rejoindre la prochaine série Dan Schneider qui sera co-produite avec la maison de disque Sony Music Entertainment.
Le 10 août 2012, alors que la troisième saison est en cours de diffusion, Victoria Justice dévoile l'annulation de la série malgré de très bonnes audiences, sans préciser de raison. Nickelodeon confirme ensuite l'information, également sans préciser la raison de l'annulation.  
Malgré cette annonce, une quatrième et dernière saison est annoncée par la chaîne. Victoria Justice confirmera plus tard que cette quatrième saison est en fait la seconde partie de la troisième saison, originellement composée de 25 épisodes mais séparée en deux pour permettre la création d'une quatrième saison et donc de faire durer un peu plus longtemps la série. La série se termine donc le 2 février 2013 sans véritable fin.
Néanmoins, la chaîne lance en 2013 un spin-off / suite de la série mettant en scène le personnage Cat Valentine, jouée par Ariana Grande, apportant une légère conclusion à la série.

### Tournage
La série était tournée au célèbre studio Nickelodeon on Sunset sur le Sunset Boulevard à Los Angeles.

## Épisodes
Note : En France et dans d'autres pays, certains épisodes de la série ont été diffusés dans un ordre différent. Les épisodes spéciaux ont également été séparés en deux parties.
| Saisons | Saisons | Nombre d'épisodes | Diffusion originale sur Nickelodeon | Diffusion originale sur Nickelodeon |
| Saisons | Saisons | Nombre d'épisodes | Début de saison                     | Fin de saison                       |
| ------- | ------- | ----------------- | ----------------------------------- | ----------------------------------- |
|         | 1       | 20                | 27 mars 2010                        | 26 mars 2011                        |
|         | 2       | 14                | 2 avril 2011                        | 26 décembre 2011                    |
|         | 3       | 13                | 28 janvier 2012                     | 30 juin 2012                        |
|         | 4       | 13                | 22 septembre 2012                   | 2 février 2013                      |

### Première saison (2010-2011)
Composée de 20 épisodes, elle a été diffusée entre le 27 mars 2010 et le 26 mars 2011.
| No   | #    | Titre français                                                           | Titre original                                          | Diffusion originale | Code prod. |
| ---- | ---- | ------------------------------------------------------------------------ | ------------------------------------------------------- | ------------------- | ---------- |
| 1    | 1    | Bienvenue à Hollywood Arts                                               | Pilot                                                   | 27 mars 2010        | 101        |
| 2    | 2    | La scène de l'oiseau                                                     | The Bird Scene                                          | 11 avril 2010       | 102        |
| 3    | 3    | Combat de scène                                                          | Stage Fighting                                          | 18 avril 2010       | 103        |
| 4    | 4    | L'anniversaire de Trina                                                  | The Birthweek Song                                      | 25 avril 2010       | 107        |
| 5    | 5    | Jade largue Beck                                                         | Jade Dumps Beck                                         | 2 mai 2010          | 106        |
| 6    | 6    | Une journée monstrueuse                                                  | Tori the Zombie                                         | 8 mai 2010          | 105        |
| 7    | 7    | Robarazzi                                                                | Robarazzi                                               | 4 juin 2010         | 108        |
| 8    | 8    | Une chaleur infernale                                                    | Survival of the Hottest                                 | 26 juin 2010        | 117        |
| 9    | 9    | Connexion en plein ciel                                                  | Wi-Fi in the Sky                                        | 27 août 2010        | 118        |
| 10   | 10   | Un premier rôle pour Beck                                                | Beck's Big Break                                        | 25 septembre 2010   | 104        |
| 11   | 11   | Tori la "Raquette Ravageuse"                                             | The Great Ping-Pong                                     | 1er octobre 2010    | 115        |
| 12   | 12   | L'ex petit ami de Tori                                                   | Cat's New Boyfriend                                     | 8 octobre 2010      | 112        |
| 1314 | 1314 | Le concours de karaoké : 1ère partieLe concours de karaoké : 2ème partie | Freak the Freak Out: Part IFreak the Freak Out: Part II | 26 novembre 2010    | 119120     |
| 15   | 15   | La mort de Rex                                                           | Rex Dies                                                | 8 janvier 2011      | 110        |
| 16   | 16   | Les Diddly Bops                                                          | The Diddly-Bops                                         | 17 janvier 2011     | 111        |
| 17   | 17   | La pièce de Jade                                                         | Wok Star                                                | 17 janvier 2011     | 116        |
| 18   | 18   | Télé-réalité à Hollywood Arts                                            | The Wood                                                | 5 février 2011      | 114        |
| 19   | 19   | Un mauvais réalisateur                                                   | A Film by Dale Squires                                  | 5 mars 2011         | 109        |
| 20   | 20   | Drôles de personnages                                                    | Sleepover at Sikowitz's                                 | 26 mars 2011        | 113        |

### Deuxième saison (2011)
Composée de 14 épisodes, elle a été diffusée entre le 2 avril 2011 et le 26 décembre 2011.
| No   | #  | Titre français                                               | Titre original                        | Diffusion originale | Code prod. |
| ---- | -- | ------------------------------------------------------------ | ------------------------------------- | ------------------- | ---------- |
| 21   | 1  | La vengeance de Tori                                         | Beggin' on Your Knees                 | 2 avril 2011        | 209        |
| 22   | 2  | Tori cascadeuse                                              | Beck Falls for Tori                   | 16 avril 2011       | 201        |
| 23   | 3  | Le concours de Ke$ha                                         | Ice Cream for Ke$ha                   | 22 avril 2011       | 210        |
| 24   | 4  | Tori a le premier rôle                                       | Tori Gets Stuck                       | 14 mai 2011         | 205        |
| 25   | 5  | Le Promier                                                   | Prom Wrecker                          | 21 mai 2011         | 211        |
| 2627 | 67 | Sous les verrous : 1ère partieSous les verrous : 2ème partie | Locked Up!: Part ILocked Up!: Part II | 30 juillet 2011     | 203204     |
| 28   | 8  | La nouvelle directrice                                       | Helen Back Again                      | 10 septembre 2011   | 202        |
| 29   | 9  | L'accident de Trina                                          | Who Did It to Trina?                  | 17 septembre 2011   | 208        |
| 30   | 10 | La déprime de Sikowitz                                       | Tori Tortures Teacher                 | 1er octobre 2011    | 206        |
| 31   | 11 | Coup de foudre à Hollywood Arts                              | Jade Gets Crushed                     | 8 octobre 2011      | 207        |
| 32   | 12 | La parade des parades                                        | Terror on Cupcake Street              | 15 octobre 2011     | 212        |
| 33   | 13 | Le père Noël secret                                          | A Christmas Tori                      | 3 décembre 2011     | 301        |
| 34   | 14 | Le bêtisier                                                  | Blooptorious                          | 26 décembre 2011    | 213        |

### Troisième saison (2012)
Composée de 13 épisodes, dont un spécial de 42 minutes, elle a été diffusée entre le 28 janvier 2012 et le 30 juin 2012.
| No   | #    | Titre français                                       | Titre original                                        | Diffusion originale | Code prod. |
| ---- | ---- | ---------------------------------------------------- | ----------------------------------------------------- | ------------------- | ---------- |
| 35   | 1    | La retenue du samedi                                 | The Breakfast Bunch                                   | 28 janvier 2012     | 302        |
| 36   | 2    | Le Gorilla Club                                      | The Gorilla Club                                      | 4 février 2012      | 307        |
| 37   | 3    | Le pire couple                                       | The Worst Couple                                      | 11 février 2012     | 303        |
| 38   | 4    | L’horrible petite amie d’André                       | Andre's Horrible Girl                                 | 18 février 2012     | 304        |
| 39   | 5    | Voiture, pluie et incendie                           | Car, Rain, and Fire                                   | 25 février 2012     | 305        |
| 40   | 6    | Problèmes conjugaux                                  | Tori & Jade's Playdate                                | 3 mars 2012         | 306        |
| 41   | 7    | Poisson d'avril                                      | April Fools Blank                                     | 24 mars 2012        | 311        |
| 42   | 8    | En voiture Tori                                      | Driving Tori Crazy                                    | 14 avril 2012       | 308        |
| 43   | 9    | Comment Trina est entrée à Hollywood                 | How Trina Got In                                      | 5 mai 2012          | 309        |
| 4445 | 1011 | Tori la diva : 1ère partieTori la diva : 2ème partie | Tori Goes Platinum: Part ITori Goes Platinum: Part II | 19 mai 2012         | 315316     |
| 46   | 12   | Ponnie la cinglée                                    | Crazy Ponnie                                          | 9 juin 2012         | 310        |
| 47   | 13   | L'équipe des blondes                                 | The Blonde Squad                                      | 30 juin 2012        | 313        |

### Quatrième saison (2012-2013)
Composée de 13 épisodes, elle a été diffusée entre le 22 septembre 2012 et le 2 février 2013.
| No | #  | Titre français               | Titre original           | Diffusion originale | Code prod. |
| -- | -- | ---------------------------- | ------------------------ | ------------------- | ---------- |
| 48 | 1  | Mauvaises affaires           | Wanko's Warehouse        | 22 septembre 2012   | 312        |
| 49 | 2  | Le roi de l’harmonicorps     | The Hambone King         | 29 septembre 2012   | 314        |
| 50 | 3  | Le non-rencard               | Opposite Date            | 13 octobre 2012     | 317        |
| 51 | 4  | Charité toilettes            | Three Girls and a Moose  | 20 octobre 2012     | 319        |
| 52 | 5  | Téléphones interdits         | Cell Block               | 24 novembre 2012    | 318        |
| 53 | 6  | Tori aide Beck et Jade       | Tori Fixes Beck and Jade | 1er décembre 2012   | 320        |
| 54 | 7  | Mille boules de yaourt glacé | One Thousand Berry Balls | 8 décembre 2012     | 326        |
| 55 | 8  | Marionnette à vendre         | Robbie Sells Rex         | 15 décembre 2012    | 321        |
| 56 | 9  | Un mauvais colocataire       | The Bad Roommate         | 5 janvier 2013      | 322        |
| 57 | 10 | Jus de cerveau               | Brain Squeezers          | 12 janvier 2013     | 324        |
| 58 | 11 | La chasse aux followers      | The Slap Fight           | 19 janvier 2013     | 327        |
| 59 | 12 | L’hymne national             | Star-Spangled Tori       | 26 janvier 2013     | 325        |
| 60 | 13 | Oui !                        | Victori-Yes              | 2 février 2013      | 323        |

## Autour de la série

### Bandes-originales
La musique étant un élément central de la série, plusieurs albums contentant des chansons enregistrées spécialement pour la série ont été édités par Sony Music Entertainment.

### Produits dérivés

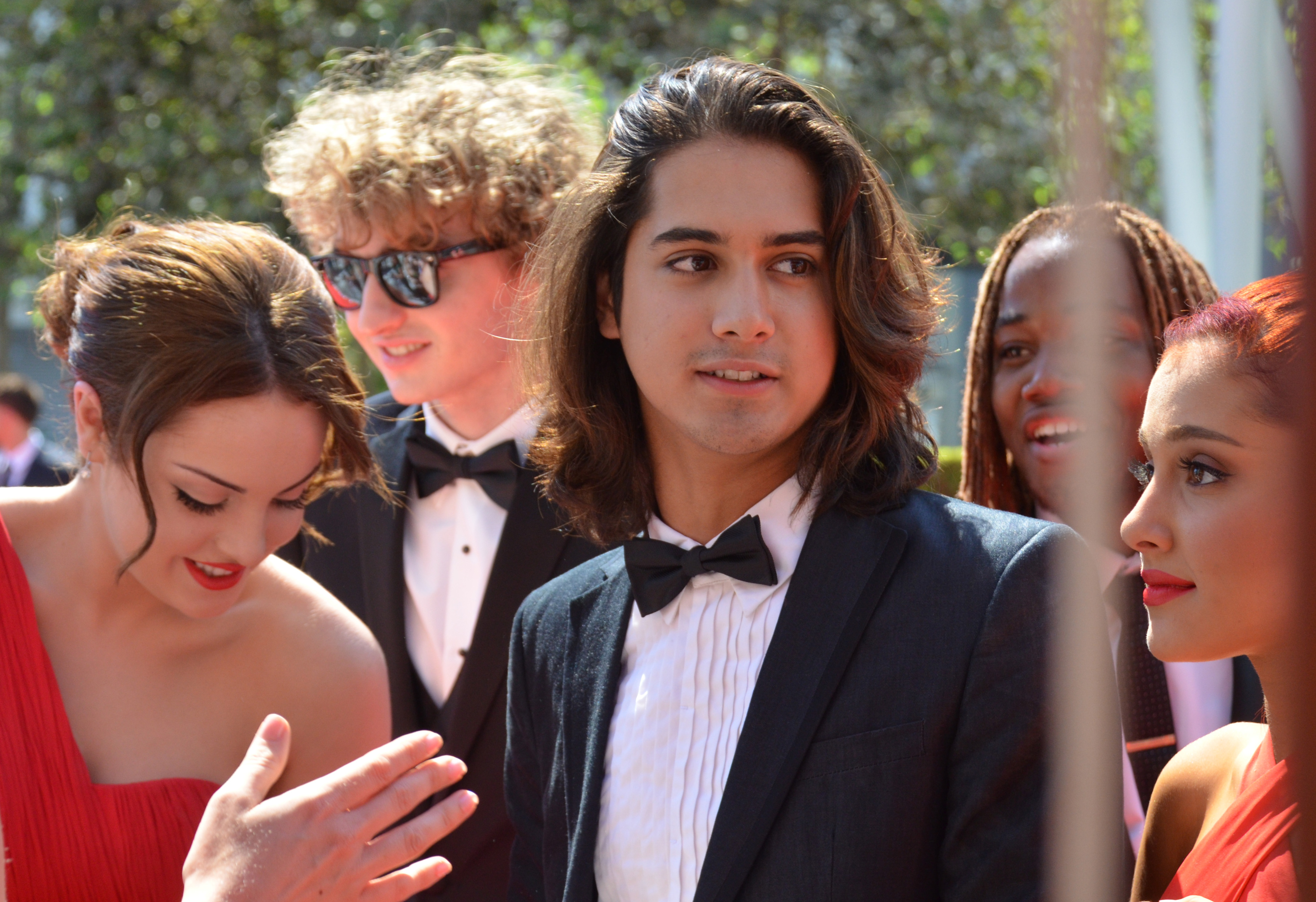
Avan Jogia, Elizabeth Gillies, Leon Thomas III, Michael Éric Reid et Ariana Grande à la 64e cérémonie des Primetime Emmy Awards en 2012.

Comme beaucoup de productions pour enfants, la série a connu plusieurs adaptations en produits dérivés, notamment une ligne de poupées et de jouets.
En 2013, une série de  trois romans a été éditée en France par les éditions Hachette dans la collection Bibliothèque rose : En Scène !, Le Défi et Premier Rôle.
La série a également connu plusieurs adaptations en jeux vidéo en 2011 et en 2012, tous développés par High Voltage Software et édités par D3 Publisher : Time to Shine sur Xbox 360, Hollywood Arts Debut sur Nintendo DS et Taking the Lead sur Nintendo DS et Wii.

### Crossover aveciCarly
Diffusé le 11 juin 2011, cet épisode spécial de la série télévisée iCarly, également créée par Dan Schneider, réuni les personnages des deux séries. 
Intitulé iCarly et Victorious : Le face à face (iParty with Victorious), c'est le dixième épisode de la quatrième saison d'iCarly, même s'il a été séparé en trois parties dans certains pays.
C'est la première fois que les personnages des deux séries se rencontrent, avant le spin-off Sam et Cat.

### Spin-off / Suite
Le 8 juin 2013, Nickelodeon lance un spin-off de Victorious mais également de la série iCarly.
Intitulée Sam et Cat, elle réunit le personnage Cat Valentine, jouée par Ariana Grande dans Victorious et le personnage Sam Puckett, interprétée par Jennette McCurdy dans iCarly.
La série est également considérée comme une suite des deux séries, elle permet d'ailleurs d'apporter une légère conclusion à Victorious via le personnage de Cat mais également avec l'apparition de Sikowitz dans le onzième épisode de la série intitulé "#goomersitting" ,puis de  Jade et Robbie de Victorious et Freddie Benson d'Icarly dans l'épisode 24, un épisode spéciale de 40 minutes , qui est un autre crossover des deux séries.

## Distinctions

### Récompenses
- Kids' Choice Awards 2011 : Actrice de télévision préférée pour Elizabeth Gillies

- Kids' Choice Awards 2012 : Série télévisée préférée

- Hollywood Teen TV Awards 2012 : Actrice de télévision préférée pour Ariana Grande

- Kids' Choice Awards Argentina 2012 : Série internationale préférée

- Kids' Choice Awards 2013 : Série télévisée préférée

- Kids Choice Awards México 2013 : Série internationale préférée

### Nominations
- Teen Choice Awards 2010 : Meilleure nouveauté à la télévision

- Hollywood Teen TV Awards 2010 :
  - Série télévisée de comédie favorite
  - Actrice favorite pour Victoria Justice et Ariana Grande

- Kids' Choice Awards 2011 : Actrice de télévisée préférée pour Victoria Justice

- Royaume-Uni Kids' Choice Awards 2011 : Série télévisée préférée

- Kids' Choice Awards Australia 2011 : 
  - Série télévisée préférée
  - Actrice et acteur de télévision préférée pour Victoria Justice

- Imagen Awards 2011 : Meilleure jeune actrice à la télévision pour Victoria Justice

- Primetime Emmy Awards 2011 : Meilleur programme pour enfants

- ALMA Awards 2011 : Actrice principale dans une comédie à la télévision pour Victoria Justice

- NAACP Image Awards 2011 : Meilleure performance dans un programme pour enfants pour Victoria Justice

- British Academy Children's Awards 2011 : Le choix des enfants - Télévision

- Youth Rocks Awards 2011 : Meilleur casting dans une série télévisée de comédie

- Kids' Choice Awards 2012 : Actrice de télévision préférée pour Victoria Justice

- Hollywood Teen TV Awards 2012 :
  - Série télévisée préférée
  - Actrice de télévisée préférée pour Victoria Justice

- Imagen Awards 2012 :  Meilleure jeune actrice à la télévision pour Victoria Justice

- Primetime Emmy Awards 2012 : 
  - Meilleur programme pour enfants
  - Meilleure coiffure dans une série en multi-caméra
  - Meilleure maquillage dans une série en multi-caméra

- ALMA Awards 2012 : Actrice dans une comédie à la télévision pour Victoria Justice

- Casting Society of America 2012 : Meilleur casting dans un programme pour enfants

- NAACP Image Awards 2012 : Meilleure performance dans un programme pour enfants pour Leon Thomas III

- Kids' Choice Awards Mexico 2012 : Série internationale préférée

- Kids' Choice Awards Argentina 2012 : Actrice de télévision préférée pour Victoria Justice

- Young Artist Awards 2013 :
  - Meilleure performance par un acteur récurrent entre 17 et 21 ans pour Michael Eric Reid
  - Meilleure performance par une actrice invitée entre 17 et 21 ans pour Jennifer Veal
  - Meilleure performance par un acteur invité entre 11 et 23 ans pour Parker Contreras et Joe D'Giovanni
  - Meilleure performance par un acteur invité de 10 ans ou moins pour Sage Boatright et Ryan Lee

- British Academy Children's Awards 2014 : Le choix des enfants - Télévision